# Veronica strigosa
Veronica strigosa är en grobladsväxtart som beskrevs av Albach. Veronica strigosa ingår i släktet veronikor, och familjen grobladsväxter. Inga underarter finns listade i Catalogue of Life.